# Notte all'opera/Slowly
Notte all'opera/Slowly è un singolo di Loretta Goggi, pubblicato nel 1984.
Scritto da Paolo Amerigo Cassella e Totò Savio, il brano era la sigla della seconda edizione del programma di grande successo Loretta Goggi in quiz. Pubblicato con la CGD, doveva anticipare un album autoprodotto dalla stessa soubrette ma, il progetto restò irrealizzato..
Il lato B del disco contiene Slowly, brano scritto da Giancarlo Bigazzi e Totò Savio, colonna sonora del film Giochi d'estate.

## Tracce
Lato A
1. Notte all'opera – 4:33 (Paolo Amerigo Cassella-Totò Savio)

Durata totale: 4:33
Lato B
1. Slowly – 3:27 (Giancarlo Bigazzi-Totò Savio)

Durata totale: 3:27